# Jacob van Waning (burgemeester)
Jacob van Waning (Ouderkerk aan den IJssel, 7 augustus 1859 - aldaar, 6 april 1937) was een Nederlandse burgemeester.

## Leven en werk
Van Waning werd in 1859 te Ouderkerk aan den IJssel geboren als zoon van de burgemeester Willem van Waning en van Anna Maria Hoogendijk. In 1880 begon hij zijn loopbaan op de secretarie van de gemeente Ouderkerk aan den IJssel. In 1892 volgde hij zijn vader op als burgemeester van Ouderkerk aan den IJssel. Van Waning was medeoprichter en bijna veertig jaar voorzitter van de Rijkspolitievereniging. Hij was sinds 1886 hoofdredacteur van "de Politiegids"; hij zou ook de eigenaar van het blad worden. Landelijk was hij voorzitter van de examencommissie voor het politiediploma. Ook was hij betrokken bij de opleiding en de examens van gemeenteambtenaren. Hij schreef zowel een "Handleiding voor Gemeentebesturen" als het "Handboek voor de Politie". Hij was meer dan dertig jaar bestuurslid (onder andere vicevoorzitter) van de provinciale vereniging van burgemeesters en secretarissen in Zuid-Holland. In 1933 kreeg hij op zijn verzoek eervol ontslag als burgemeester van Ouderkerk aan den IJssel na een ambtsperiode van ruim 41 jaar. Vader en zoon Van Waning vervulden gedurende 87 jaar het burgemeestersambt in Ouderkerk aan den IJssel.
Van Waning trouwde op 12 mei 1897 te 's-Gravenhage met Eva Cornelia de Lussanet de la Sabloniere. Hij overleed in april 1937 op 77-jarige leeftijd in zijn woonplaats Ouderkerk aan den IJssel. Van Waning was officier in de orde van Oranje-Nassau.